# Амінт III
Амінт III (грец. Αμύντας Γ΄) — македонський цар, який правив у 392 — 370 роках до н. е.

## Життєпис
Амінт III, а можливо він же і Амінт II в ряду македонських царів з цим ім'ям, був правнуком царя Александра I через батька Аррідея і діда Менелая (або за іншою версією Амінта). Юстин помилково називає Менелая батьком Амінта III. Якщо Амінт II і Амінт ІІІ одна і та ж людина, то за Діодором (14.89) він заволодів владою після вбивства царя Павсанія, повернувши трон від Лінкестідів династії Аргеадів. Клавдій Еліан пише, що Амінт за чутками прислужував царю Аеропу, був формально рабом, тому що його батько Менелай (насправді дід) — незаконно народжений син (від рабині) царя Олександра I. 
За більш сучасними дослідженнями Амінт III був сином Аррідея, який в свою чергу був сином Амінта II (недарма в подальшому Філіпп II назвав одного зі своїх синів Аррідеєм).
Після цього в Македонію із заходу вдерлись іллірійці під проводом Барділла з наміром повернути трон Аргею, імовірно синові Павсанія. На сході посилив тиск на слабке Македонське царство Олінфський союз. Амінт III змушений був шукати притулку у фессалійців (ймовірно в Медія Лариського), за допомогою яких зміг вигнати Аргея через 2 роки. Діодор посилається на думку, що Аргей правив в Македонії як цар, проте можливо македонці не визнали його. Принаймні монет зі своїм ім'ям, як царі до і після нього, він не карбував. З лінкестами, представником яких був Аргей, було укладено мир, закріплений династичним шлюбом між Амінтом і Еврідікою, внучкою лінкестського царя Аррабея, який числив свій рід від вихідців з Коринфа.
Еврідіка народила трьох синів, Олександра, Пердікка і Філіпа, всі вони потім послідовно царювали, а молодший син прославив Македонію під іменем царя Філіпа II. Четвертою дитиною була дочка Евріноя. Про Еврідіку Юстин розповідає наступне:

«Амінт міг загинути від підступних хитрощів своєї дружини Еврідіки, яка домовилася зі своїм зятем про те, що вийде за нього заміж, вбивши чоловіка, а царство передасть йому, своєму коханцеві, та проте дочка донесла і про перелюбство своєї матері, і про її злочинний задум.»

Амінт, за словами Юстина, помилував дружину заради дітей, однак неточності в передачі Юстином інших історичних подій змушують засумніватися в даній версії сімейного конфлікту. Також була у Амінта дружина Гігея, яка народила теж 3-ох синів, Архелая, Аррідея і Менелая. Всі вони були потім страчені їхнім царюючим братом, Філіпом II.
При дворі Амінта служив лікарем Нікомах, батько знаменитого потім філософа Аристотеля.
Встановивши мир з підданими на західному кордоні, Амінт III піддався ще одній небезпеці. Війська Олінфа (міста на Халкідікському півострові в Егейському морі) захопили столицю Македонії, Пеллу. Амінт звернувся за допомогою до Спарти. Спарта з македонськими союзниками почала війну проти Олінфа в 382 р. до н. е., яка йшла з перемінним успіхом, але в кінцевому підсумку після 3-ох років привела до поразки Олінфа. В останні роки свого правління Амінт лавірує між Афінами і фессалійським тагом (правителем) Ясоном, намагаючись за допомогою дипломатії зберегти ослабле царство. Порушивши низку насильницьких смертей македонських царів, «Амінт помер у глибокій старості, передавши своє царство старшому з своїх синів — Александрові».